# Twisted Nerve
Twisted Nerve (bra: A Morte Tem Cara de Anjo) é um filme britânico de 1969, dos gêneros drama, suspense e terror, dirigido por Roy Boulting. A trilha sonora foi composta por Bernard Herrmann.